# 얼룩날개과일박쥐
얼룩날개과일박쥐(Balionycteris maculata)는 큰박쥐과에 속하는 박쥐의 일종이다. 전세계에서 가장 작은 큰박쥐류 박쥐이며, 얼룩날개과일박쥐속(Balionycteris)의 유일종이다. 인도네시아와 말레이시아의 숲에서 서식한다.

## 특징
얼룩날개과일박쥐는 다른 과일박쥐류와 달리 몸길이가 5.2~6.2cm에 불과하고, 날개 폭이 28cm 그리고 다 자란 성체의 몸무게는 약 13g 정도이다. 대부분의 몸은 거무스레한 갈색의 두꺼운 털로 덮여있는 반면에, 하체는 연한 회색-갈색을 띤다. 날개는 짙은 갈색을 띠고 연한 크림색의 독특한 얼룩 반점을 갖고 있으며 이것은 관절에서 가장 두드러진 부분이지만, 날개막을 가로질러 다양한 무늬가 발견되기도 한다. 종횡비가 5.8까지 보고되기도 하며, 익면 하중은 9.51 N/m2이다.
큰 눈 앞 그리고 귀에도 연한 얼룩 반점이 있으며, 작은박쥐류에 비해 형태가 단순하다. 콧구멍은 가늘고 길며, 주둥이까지 벌어진다. 날개 위의 반점을 통해 다른 작은 과일박쥐류와 구별되지만, 독특한 치열로도 구별할 수 있다. 치열은 2.1.3.21.1.3.2이다.

## 분포 및 서식지
얼룩날개과일박쥐는 해발 고도 최대 1500m 높이까지의 1차 우림과 해안가 홍수림에서 서식한다. 말레이시아부터 브루나이에 걸쳐 발견되며 인도네시아 보르네오섬 북부와 서부 일부 지역에서도 서식한다. 분포 지역 끝단 태국 남부의 뜨랑주와 수마트라섬 일부부터 리아우 제도까지 지역에서도 발견된다. 아종은 알려져 있지 않다.

## 습성 및 생태
얼룩날개과일박쥐는 울창한 숲의 하층에서 먹이를 구하며, 무화과와 감과 같이 일반적으로 작고 눈을 잘 끌지 않는 과일을 먹이로 먹거나 일부는 곤충과 거미를 먹기도 한다. 낮에 혼자 또는 한 마리의 수컷과 최대 아홉 마리의 암컷 그리고 새끼들로 이루어진 작은 집단을 형성하여 둥지에서 시간을 보낸다. 암컷은 한 마리의 수컷과 지내기보다는 최대 3마리의 다른 수컷를 찾는 것으로 추정된다. 수컷은 밤에 규칙적으로 자신의 둥지로 돌아오며, 최상위 둥지를 차지하거나 방어함으로써 암컷들에 대한 접근권을 얻는 것으로 추정된다.
집단적으로 먹이를 구하기보다는 개별적으로 움직이며, 드물게 둥지로부터 1km 이상 이동하기도 한다. 무리 생활을 하는 동안 내는 일군의 좀더 복잡한 소리를 내는 것과 마찬가지로, 먹이를 구할 때 높은 음의 울음소리를 내는 것이 관찰된다. 둥지는 일정한 모양과 크기로 이루어져 있으며, 박쥐에 따라서 박쥐류에서 알려지지 않은 습성인 부분적으로 굴을 파는 습성을 보이기도 한다. 이들은 일반적으로 양치식물과 같은 착생식물의 뿌리 덩어리 속에 위치하거나 개미와 흰개미의 둥지 속에 위치하기도 한다.
암컷은 일년에 최대 두번 보통 6월과 이듬해 1월 사이에, 한 마리의 새끼를 낳는다. 임신 기간 135일 이후에, 몸무게 약 3.5g의 눈을 뜨지 못한 상태의 새끼를 낳는다. 젖을 먹이는 기간은 40~80일 정도이고, 몸무게가 5g에 도달할 즈음에 날기 시작한다. 암컷은 생후 10개월 이후에 성적으로 성숙해진다.